# Luise Dorothea von Sachsen-Gotha-Altenburg

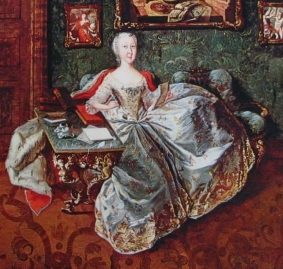
Herzogin Luise Dorothea von Sachsen-Gotha-Altenburg, Ausschnitt aus einem Gemälde im Besitz des DHM Berlin

Luise Dorothea von Sachsen-Gotha-Altenburg (* 10. August 1710 in Coburg; † 22. Oktober 1767 in Gotha) war eine geborene Prinzessin von Sachsen-Meiningen und als Gemahlin Friedrichs III. von 1732 bis zu ihrem Tod Herzogin von Sachsen-Gotha-Altenburg.

## Leben
Luise Dorothea wurde als Prinzessin von Sachsen-Meiningen geboren, ihr Vater war Herzog Ernst Ludwig I., ihre Mutter Dorothea Maria von Sachsen-Gotha-Altenburg, eine Tante ihres zukünftigen Gemahls. Damit entstammte sie dem Haus Sachsen-Meiningen. 1729 heiratete sie in Gotha ihren Cousin Prinz Friedrich, der 1732 als Friedrich III. regierender Herzog von Sachsen-Gotha-Altenburg wurde.
Die überaus gebildete und feinsinnige Herzogin hatte wesentlichen Anteil daran, dass das Herzogtum ihres Mannes zu einem kulturellen Zentrum in Thüringen aufstieg. Luise Dorothea hatte großen Einfluss auf die Politik ihres Mannes und nahm regelmäßig an den Sitzungen des Geheimen Rates teil, der Regierung des Herzogtums. Sie war eine überzeugte, allerdings dem Absolutismus zeitlebens verschriebene Anhängerin der Aufklärung und stand in brieflichem Kontakt mit den großen Geistern ihrer Zeit, wie Voltaire, Friedrich Melchior Grimm, Graf von Manteuffel sowie Luise und Johann Christoph Gottsched.

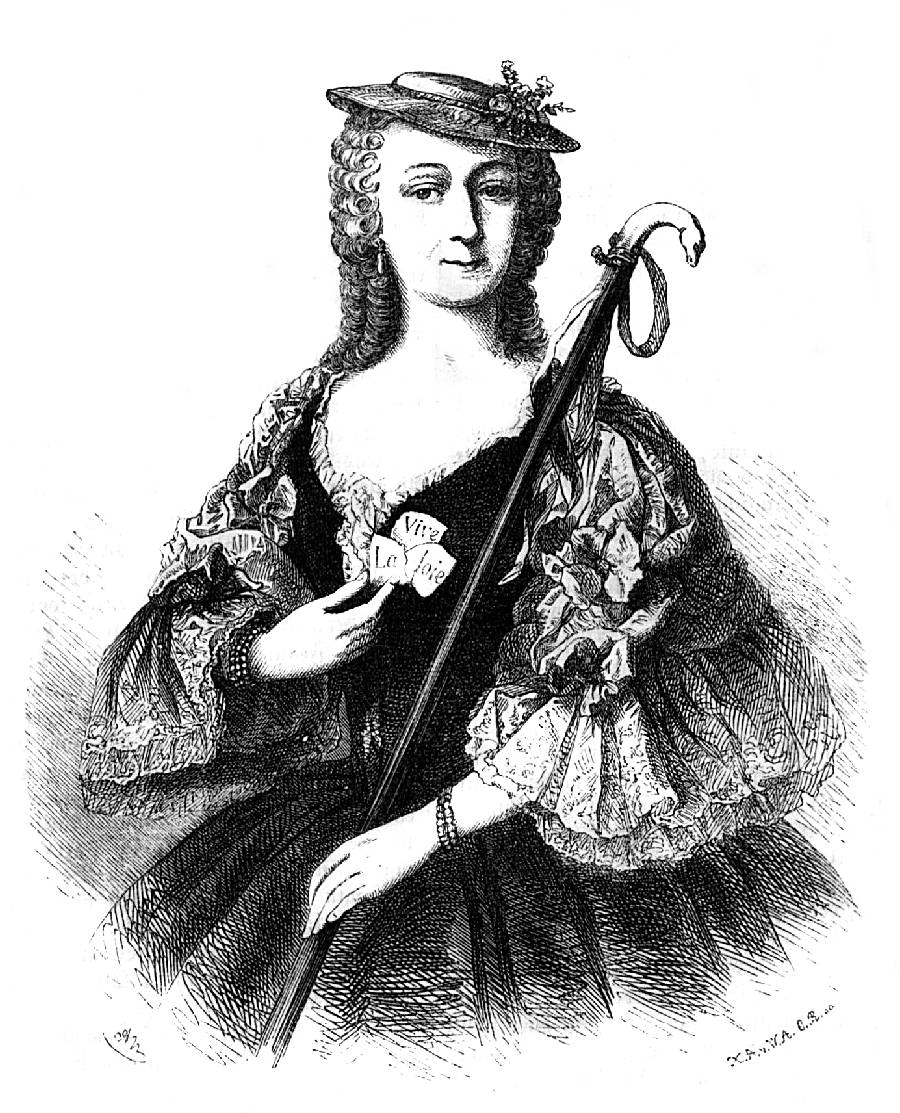
Die Herzogin im Habit der fröhlichen Einsiedler mit der Ordensdevise Vive la Joie auf einer Lithografie in der Zeitschrift Die Gartenlaube (1858)

In der Residenz Schloss Friedrichswerth gründete sie mit ihrem Mann 1739 den Orden der fröhlichen Einsiedler zur Erheiterung des Hoflebens.
Voltaire hielt sich auf ihre Einladung hin vom 15. April bis 25. Mai 1753 in Gotha auf und schwärmte danach überschwänglich von Luise Dorotheas Gastfreundschaft und ihrem Hof: „Im Schloß zu Gotha kultiviert man in Frieden die Tugend“, „Es gibt in meinen Augen nichts Schöneres als Ihren Hof […] ich hätte ihn niemals verlassen sollen.“, „Ich bin im Tempel der Grazien, der Vernunft, des Geistes, der Wohltätigkeit und des Friedens gewesen“. Voltaire nannte die Herzogin zudem die „beste Fürstin der Erde“ und eine „deutsche Minerva“. Auch mit Friedrich dem Großen stand Luise Dorothea in brieflichem Kontakt; der Preußenkönig besuchte sie am 3. und 4. Dezember 1762 auf Schloss Friedenstein.
In ihrem Testament vom 21. Oktober 1767 bestimmte Luise Dorothea: „Ich wünsche und verlange, daß mein entseelter Körper ohne vorher geöffnet zu werden und ohne alles Gepränge in möglichster Kürze und Stille in der Margarethenkirche zu den Füßen des Herzogs Ernst und seiner Gemahlin zur Erde bestattet werde.“ Ein geplantes Grabmal in St. Margarethen, mit dessen Anfertigung zunächst der renommierte französische Bildhauer Houdon und später der gothaische Hofbildhauer Friedrich Wilhelm Eugen Döll beauftragt werden sollte, wurde nie realisiert. Die schlichte Grabplatte für Luise Dorothea über der unter dem Altarraum befindlichen Gruft verschwand vermutlich bei späteren Umbauarbeiten, sodass heute im Kirchenschiff nichts mehr an ihre Grablege erinnert.

## Ehe und Nachkommen
Der am 17. September 1729 in Gotha geschlossenen Ehe Luises mit Friedrich entsprossen neun Kinder, von denen jedoch nur drei ihre Mutter überlebten:
- Friedrich Ludwig (1735–1756), Erbprinz von Sachsen-Gotha-Altenburg
- Ludwig (*/† 1735)
- totgeborener namenloser Sohn (*/† 1735, Zwilling von Ludwig)
- totgeborene männliche Zwillinge (*/† 1739)
- Friederike Luise (1741–1776)
- Ernst II. (1745–1804), nachmals Herzog von Sachsen-Gotha-Altenburg
- Sophie (*/† 1746)
- August (1747–1806)

## Rezeption
Die Person Herzogin Luise Dorotheas ist seit dem Jahr 2009 eine der Hauptfiguren des alljährlich in der ehemaligen Residenzstadt Gotha stattfindenden zweitägigen Barockfestes auf Schloss Friedenstein. Jeweils am letzten Augustwochenende lebt im historischen Ambiente des Schlosses und der Orangerie die glanzvolle Epoche des Spätbarock wieder auf: Die Darsteller von Friedrich III. und Luise Dorothea nehmen zusammen mit dem aus Laiendarstellern gebildeten Hofstaat Wachparaden ab, halten Audienzen, unternehmen Ausfahrten in die Stadt und lustwandeln durch den Orangeriegarten. In dem parallel zum 2. Barockfest im Jahre 2002 gedrehten historischen Spielfilm „Vive la joie!“ (Es lebe die Freude!) war Luise Dorothea eine der Hauptfiguren.
Im August 2010 würdigte die Stadt Gotha die Herzogin anlässlich ihres 300. Geburtstages erstmals mit einem offiziellen Festakt im Ekhoftheater auf Schloss Friedenstein, zugleich wurde ihr eine Kabinettausstellung in den historischen Räumen der einstigen Residenz gewidmet.

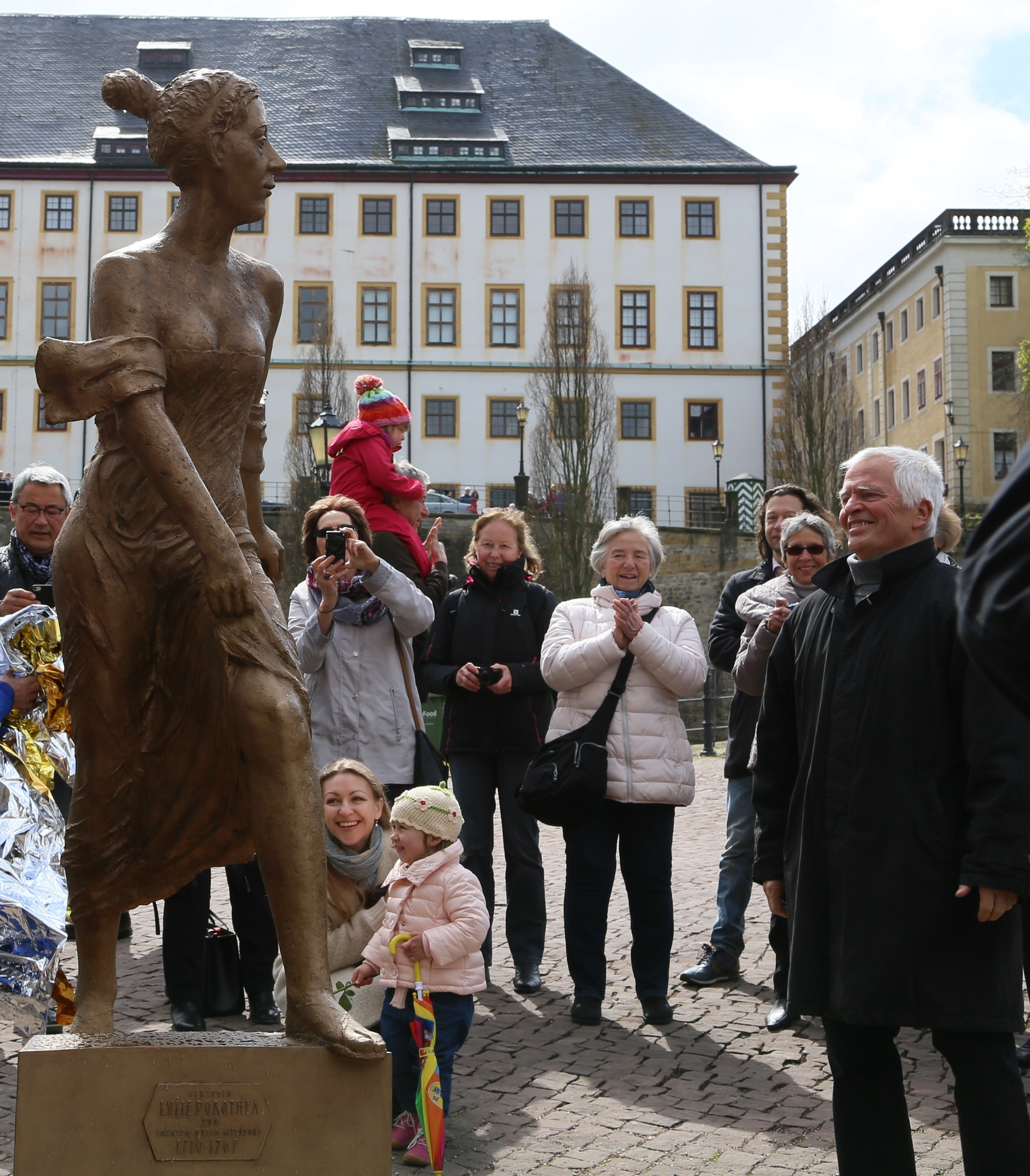
Das von Bernd Göbel (im Bild rechts) geschaffene Denkmal Luise-Dorotheas von Sachsen-Meiningen, enthüllt in Gotha am 22. April 2017

2017, im Jahr ihres 250. Todestages, wurde von August bis Oktober die Sonderausstellung „Voller Esprit und Wissensdurst – Herzogin Luise Dorothea von Sachsen-Gotha-Altenburg (1710-1767) in ihrer Zeit“ in Schloss Friedenstein Gotha präsentiert. Aus dieser wie auch aus der gleichnamigen Begleitpublikation geht hervor, dass die Herzogin in den frühen 1740er Jahren ein physikalisches Kabinett im Schloss einrichten ließ und nicht nur, wie bislang bekannt, der Philosophie und Literatur, sondern ebenso den Naturwissenschaften und hier insbesondere der Experimentalphysik der Zeit zugeneigt war. Weiterhin konnte belegt werden, dass Luise Dorothea nicht im (direkten) Kontakt mit Jean-Jacques Rousseau stand, sondern dies als ein spätes Phänomen der bereits zu Lebzeiten einsetzenden Legendenbildung um die als Förderin von Kunst und Wissenschaft bekannt gewordene Fürstin anzusehen ist.

## Sonstiges
Ein bleibendes Denkmal setzte sich die frankophile Herzogin, die heute als bedeutendste Fürstin des Hauses Sachsen-Gotha-Altenburg gilt, mit der Anlage der Gothaer Orangerie nach französischem Vorbild. 1747 hatte das Herzogspaar den weimarischen Baumeister Gottfried Heinrich Krohne mit der Projektierung und dem Bau der Anlage beauftragt. Aufgrund der langen Bauzeit (bedingt u. a. durch Verzögerungen während des Siebenjährigen Krieges) erlebte Luise Dorothea die Vollendung der Gartenanlage jedoch nicht mehr.
Namentlich an die Herzogin erinnert bis heute ein 20 Kilometer südlich von Gotha gelegener Ort. Herzog Friedrich III. hatte im Jahre 1753 den im Tal der Ohra befindlichen „Schwarzwälder Hammer“, eine Eisenschmelzhütte, erworben und taufte die hier befindliche Ansiedlung am 1. Oktober 1753 zu Ehren seiner Gemahlin auf den Namen Luisenthal.
Auch die Dorotheenstraße in Gotha ist nach der Herzogin benannt.
Die über 3.500 Bände umfassende Privatbibliothek Luise Dorotheas ist bis heute komplett im Bestand der Forschungsbibliothek Gotha enthalten.
Am 17. September 2016 wurde südlich des Schlosses Friedenstein, oberhalb der Wasserkunst, der Grundstein für ein Denkmal Luise Dorotheas gelegt. Am 22. April 2017 wurde dort anlässlich ihres 250. Todestages eine vom Bildhauer Bernd Göbel geschaffene Bronzeplastik der Herzogin enthüllt.

## Nachlass
- Briefwechsel mit König Friedrich II. von Preußen = Correspondance de Frédéric avec la Duchesse Louise-Dorothée de Saxe-Gotha, in: Oeuvres complètes de Frédéric le Grand. Hrsg. von Johann David Erdmann Preuß, Berlin 1846–56, Bd. 18 (= Correspondance, Bd. 3), S. 163–256.